# 龙穴街道
龙穴街道是中国广东省广州市南沙区下辖的一个街道，是广州市最南的一个街道。龙穴街道于2011年9月7日成立，由万顷沙镇分出，辖区常住人口2.5万人，其中户籍人口0.2万人。

## 行政区划
龙穴街道下辖以下地区：
龙穴社区。